# Jaume Capó Villalonga
Jaume Capó Villalonga (Lloseta, Mallorca, 29 de juny de 1918 - 18 de juny de 2012) va ser un prevere i historiador.

## Biografia
Estudia al seminari diocesà de Sant Pere (Mallorca) i s'ordena de prevere el 1943. Va ser vicari de les parròquies de Biniamar, Inca i Binissalem. Fou vicari i primer rector (1974) d'Orient. Exercí com a professor de religió al col·legi de Sant Tomàs (Inca) i, posteriorment, a l'Institut Ramon Llull (Palma).
En els anys 50 i 60 destacà com a predicador per la brillantor i calidesa de la seva paraula, cosa per la qual va ser reclamat per pràcticament totes les parròquies de Mallorca amb motiu de sermons de festa major, exercicis espirituals, jornades religioses, plàtiques i celebracions de festivitats diverses. Esdevingué un dels preveres de més anomenada i alhora un dels més apreciats de la diòcesi. El 2006 fou el promotor de la coronació canònica de la Mare de Déu de Lloseta (imatge romànica del segle XII) pel bisbe de Mallorca.
Molt lligat a la parròquia, la societat, la història de Lloseta i la família, residí en aquesta localitat en els darrers anys de vida, on morí el dilluns 18 de juny de 2012. Va ser distingit per l'Ajuntament de Lloseta per la seva tasca de recuperació de la història de la vila.

## Obra
Com a historiador, és autor de “L'església de Sant Jordi d'Orient” (1979), “L'Oratori del Cocó de Lloseta” (1981), “Sor Micaela Ripoll: hija ilustre de Lloseta” (1981), “El oratorio de Nuestra Señora de la Bonanova” (1982), “Historia de Lloseta” en 4 volums (1985-1989), “Noces de diamant de la parròquia de Lloseta (1913-1988)”, “El palacio Ayamans de Lloseta” (1991), “Ca s'Hereu de Lloseta” (1992), “L'Eucaristia a la Parròquia de Lloseta i noces d'or sacerdotals” (1993), “Quadragesimo anno. Romeria de la Bonanova” (1994), “Visita historicoartística al temple parroquial de Lloseta” (1995), “Història de Lloseta: el segle XX” (2002) i altres obres. Va ser col·laborador de la Gran Enciclopèdia de Mallorca.